# Сілець (Логойський район)
Сілець — (біл. Сялец), село (веска) в складі Логойського району розташоване в Мінській області Білорусі, підпорядковане Логозинській сільській раді.
Село Сілець розташоване в центральних районах Білорусі, в північній частині Мінської області - орієнтовне розташування.